# Caguas

Caguas é um município de Porto Rico fundado em 1775. Está dividido em 11 bairros: Bairoa, Río Cañas, Cañabon, Cañaboncito, Tomás de Castro, Beatriz, San Antonio, Turabo, Borinquen, Pueblo e San Salvador.
Tem uma população estimada para 2004 em 142.556 e está localizado num vale na parte centro-oriental da ilha, a menos de 20 milhas da capital de San Juan. Se conhece como " O Vale do Turabo"  e a "Cidade Crioula". Seu nome se origina de "Caguax". O gentílico é "cagueños".